# Before We Were So Rudely Interrupted
Before We Were So Rudely Interrupted är ett musikalbum med det återförenade, originala bluesrock-bandet The Animals (Eric Burdon, Alan Price, Hilton Valentine, Chas Chandler och John Steel under namnet "The Original Animals") utgivet 1977 av skivbolaget Barn Records (Jet Records och United Artists Records i USA). Sista inspelning av The Animals med originalbesättning var 1965.
Albumet remastrades och återutgavs som CD 2000 av Repertoire Records.

## Låtlista
Sida 1
1. "Brother Bill (The Last Clean Shirt)" (Jerry Leiber/Mike Stoller/Clyde Otis) – 3:18
2. "It's All Over Now, Baby Blue" (Bob Dylan) – 4:39
3. "Fire on the Sun" (Shaky Jake aka James D. Harris) – 2:23
4. "As the Crow Flies" (Jimmy Reed) – 3:37
5. "Please Send Me Someone to Love" (Percy Mayfield) – 4:44

Sida 2
1. "Many Rivers to Cross" (Jimmy Cliff) – 4:06
2. "Just a Little Bit" (John Thornton/Ralph Bass/Earl Washington/Piney Brown) – 2:04
3. "Riverside County" (Eric Burdon/Alan Price/Hilton Valentine/Chas Chandler/John Steel) – 3:46
4. "Lonely Avenue" (Doc Pomus) – 5:16
5. "The Fool" (Naomi Ford/Lee Hazlewood) – 3:24

## Medverkande
Musiker
- Eric Burdon – sång
- Alan Price – keyboard
- Hilton Valentine – gitarr
- Chas Chandler – basgitarr
- John Steel – trummor

Produktion
- Chas Chandler – musikproducent
- Alan O'Duffy – ljudtekniker
- Paul Hardiman – ljudmix
- Jo Mirowski – omslagsdesign
- Terry O'Neill – foto